# Linden (Naila)
Linden ist ein Gemeindeteil der Stadt Naila im oberfränkischen Landkreis Hof in Bayern. Linden liegt in der Gemarkung Naila.

## Geografie
Der Weiler bildet mittlerweile mit Naila im Westen eine geschlossene Siedlung. Eine Gemeindeverbindungsstraße führt zu einer Anschlussstelle der Bundesstraße 173 (0,4 km südlich) bzw. nach Rodesgrün (2 km nordöstlich).

## Geschichte
In Linden gab es Eisenbergwerke. 1437 verkauften die Herren von Radeck zwei in Linden an das St. Klarakloster in Hof. Es gab auch ein Hospital. Heute befindet sich an dessen Stelle die Klinik Hochfranken.
Linden gehörte zur Realgemeinde Naila. Gegen Ende des 18. Jahrhunderts bestand Linden aus zwei Anwesen. Die Hochgerichtsbarkeit hatte das bayreuthische Vogteiamt Naila. Grundherren waren das Klosteramt Hof (1 Gut) und das Kastenamt Hof (1 Gut).
Von 1797 bis 1810 unterstand Linden dem Justiz- und Kammeramt Naila. Infolge des Ersten Gemeindeedikts wurde Linden dem 1812 gebildeten Steuerdistrikt Naila und der zugleich entstandenen Munizipalgemeinde Naila zugewiesen.

### Einwohnerentwicklung
| Jahr      | 1799   | 1819  | 1861   | 1871   | 1885   | 1900   | 1925   | 1950   | 1961   | 1970   | 1987  |
| Einwohner | 8      | 18    | 16     | 12     | 8      | 21     | 11     | 18     | 15     | 27     | 24    |
| Häuser    | 1      |       |        |        | 2      | 2      | 2      | 3      | 3      |        | 6     |
| Quelle    | [ 10 ] | [ 7 ] | [ 11 ] | [ 12 ] | [ 13 ] | [ 14 ] | [ 15 ] | [ 16 ] | [ 17 ] | [ 18 ] | [ 1 ] |

## Religion
Linden ist seit der Reformation evangelisch-lutherisch geprägt und bis heute in die Stadtkirche Naila gepfarrt.